# Erwin Rommel
Johannes Erwin Eugen Rommel (Heidenheim, 15 novembre 1891 – Herrlingen, 14 ottobre 1944) è stato un generale (feldmaresciallo) tedesco, durante la seconda guerra mondiale.
Di origine sveva, dimostrò ottime doti di comando già nella prima guerra mondiale dove guidava un plotone di fanteria con il grado di tenente, ricevette la più alta decorazione al valore dell'Impero tedesco, la Pour le Mérite, per i risultati raggiunti con il suo reparto di truppe da montagna durante la battaglia di Caporetto nel 1917.
Nel corso della seconda guerra mondiale Rommel si distinse alla guida di una Panzer-Division durante la campagna di Francia nel 1940 e quindi, godendo della piena fiducia di Adolf Hitler, assunse il comando dell'Afrikakorps tedesco in Nordafrica dove per quasi due anni dimostrò grande abilità tattica, infliggendo una serie di sconfitte alle truppe del Regno Unito grazie alla sua capacità nella conduzione di agili e spericolate manovre con i mezzi corazzati nel deserto, ma al contempo evidenziando i suoi grossi limiti strategici e operazionali che compromisero non poco la conduzione della guerra dell'Asse in Nordafrica. Promosso al grado di feldmaresciallo, stimato dai suoi soldati e temuto dai nemici, divenne un personaggio di rilievo internazionale e uno dei beniamini della propaganda tedesca, che esaltò in modo esponenziale la sua immagine e lo fece conoscere con il soprannome di "La volpe del deserto" (Wüstenfuchs).
Tornato dall'Africa nel marzo 1943, diresse, dopo l'armistizio dell'8 settembre seguente, l'occupazione dell'Italia settentrionale (operazione Achse); quindi gli venne assegnato nel 1944 il comando delle difese del Vallo Atlantico, con il compito di fermare la prevista offensiva alleata in Occidente. Nonostante il suo impegno e le sue capacità, commise il pesante errore di andare in licenza durante le settimane cruciali in previsione dello sbarco alleato - che di fatto lo sorpresero mentre era a casa dalla moglie - mentre durante la prima parte della battaglia di Normandia non riuscì a impedire l'avanzata degli Alleati; ferito seriamente da aerei nemici fu richiamato in Germania per convalescenza. Il feldmaresciallo Rommel era ormai da tempo cosciente dell'inevitabile sconfitta della Germania e, a causa di una sospetta adesione ai cospiratori del 20 luglio, cadde in disgrazia presso Hitler. In considerazione della sua popolarità, la Gestapo gli propose che se si fosse suicidato la sua famiglia sarebbe stata risparmiata. Ufficialmente fu dichiarato morto a causa delle ferite di guerra e gli fu attribuito un funerale di Stato.

## Gioventù
Erwin Rommel nacque a Heidenheim, a circa 50 km da Ulma, nel Regno di Württemberg. Fu il terzo di cinque figli (aveva tre fratelli, Manfred morto giovanissimo, Karl e Gerhard e una sorella, Helene). Suo padre, Erwin Rommel senior, era professore di matematica presso la scuola di Aalen; sua madre, Helene von Luz, era figlia del presidente del governo del Württemberg.
Più tardi, nel rievocare la sua infanzia, Rommel la descriverà come uno dei periodi più felici della sua vita. Sua sorella Helene dirà di lui che era un bambino dolce e molto attaccato alla madre.
Rommel voleva diventare ingegnere: il suo precoce ingegno si manifestò quando, all'età di quattordici anni, facendosi aiutare da un amico, costruì un aliante in dimensioni reali che riusciva a volare per brevi tratti ed è possibile che Rommel volesse seguire l'amico nel cercare lavoro presso la Luftschiffbau Zeppelin di Friedrichshafen. Invece, secondo i voleri del padre, si arruolò nel locale 124º Reggimento di Fanteria come ufficiale cadetto, nel 1910. Due anni dopo venne nominato tenente. Nel 1911, come cadetto a Danzica, Rommel conobbe la sua futura moglie, Lucia Maria Mollin, detta 'Lucie', nata a Danzica il 6 giugno 1894 da immigrati italiani di Longarone, che sposò nel 1916. Nel 1928 ebbero un unico figlio, Manfred Rommel (che sarebbe stato eletto per tre volte sindaco di Stoccarda dal 1974 al 1996). Gli studiosi Bierman e Smith sostengono che Rommel ebbe anche una relazione con Walburga Stemmer, nel 1912, e che dalla storia nacque una figlia di nome Gertrud.

## Prima guerra mondiale

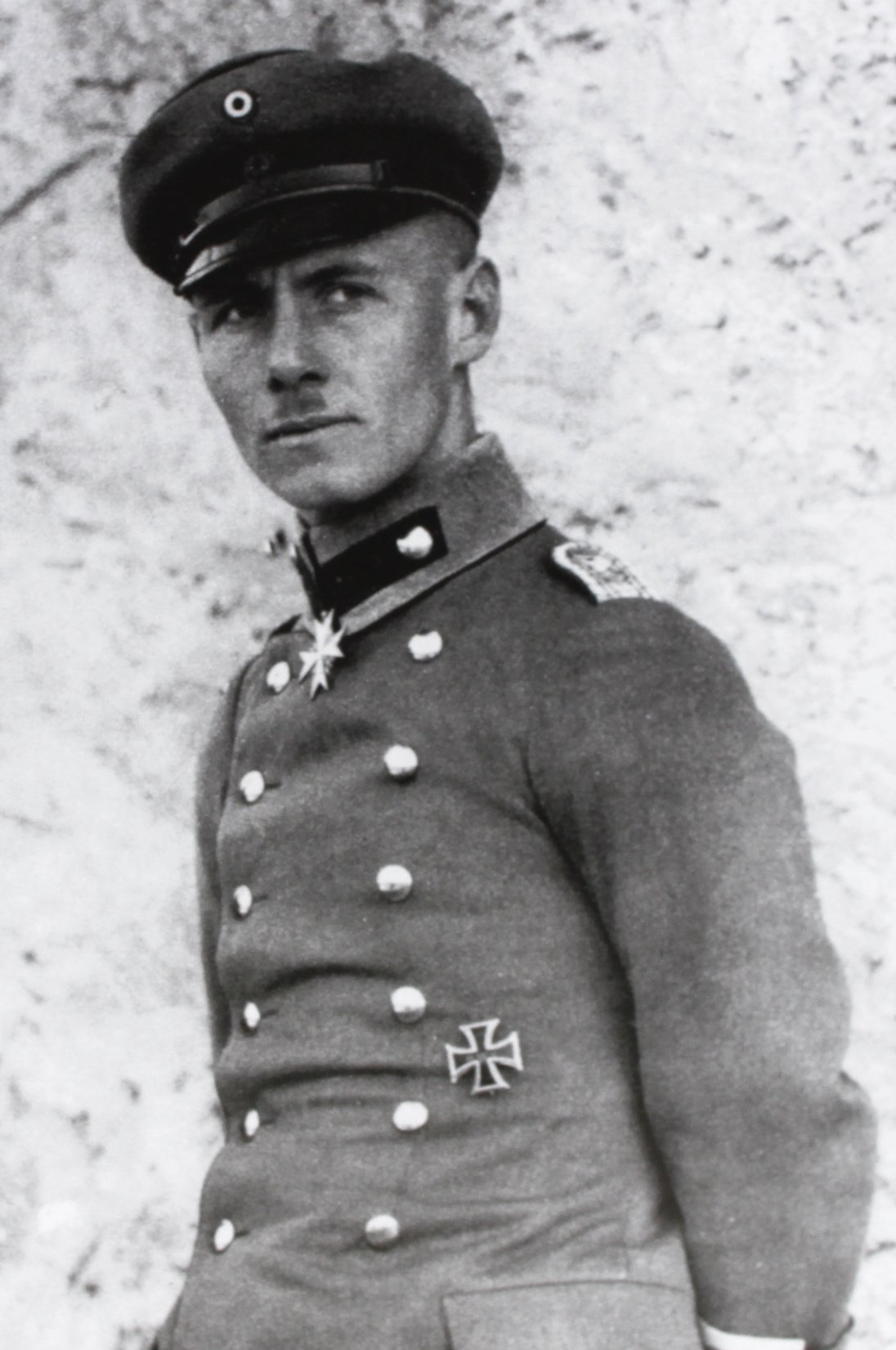
Il tenente Rommel nella prima guerra mondiale. Intorno al collo porta l'ordine Pour le Mérite meritatosi nella battaglia di Caporetto

Con lo scoppio della prima guerra mondiale, nell'agosto del 1914 il tenente Rommel fu impiegato sul fronte occidentale nell'offensiva condotta dall'esercito tedesco contro le armate congiunte francesi e britanniche. Il 22 agosto si distinse conducendo il suo plotone alla conquista del villaggio belga di Bleid, sorprendendo le truppe nemiche che vi sostavano. Rommel si guadagnò la sua prima decorazione il 24 settembre, quando fu insignito della Croce di ferro di seconda classe a seguito di un attacco individuale contro cinque soldati francesi in un bosco nei dintorni di Varennes. In quell'occasione si procurò anche la sua prima ferita di guerra alla gamba.
Ristabilitosi e rientrato al fronte nel 1915, il 29 gennaio si distinse alla guida del suo plotone, incitandolo alla conquista di quattro casematte francesi nelle Argonne, da cui fu poi costretto a ritirarsi. L'audacia individuale dimostrata nell'occasione gli guadagnò il rispetto dei suoi uomini e gli permise di ottenere la Croce di Ferro di Prima Classe, primo ufficiale del suo reggimento ad ottenere un riconoscimento tanto prestigioso.
Grazie a questi primi successi militari, fu nominato comandante di compagnia da montagna del XIII. corpo d'armata del Regio Esercito del Württemberg (XIII. Königlich Württembergisches Armee-Korps).
Con i suoi uomini fu quindi inviato sul fronte transilvano e sul fronte italiano, servendo nel corpo d'élite dell'Alpenkorps, ricevendo altre due ferite in azioni belliche.
Fu insignito della più alta onorificenza militare tedesca, l'ordine Pour le Mérite, che ricevette per le capacità di comando dimostrate, con il grado di tenente, sul fronte italiano soprattutto durante la battaglia di Caporetto nell'autunno 1917. Alla guida del reparto di punta del battaglione da montagna del Württemberg, raggiunse una serie di brillanti successi impiegando con abilità tattiche di infiltrazione lungo le montagne e facendo prigionieri molti soldati italiani, come nel corso della battaglia di Longarone. In particolare furono i soldati del tenente Rommel che sbaragliarono le brigate italiane Arno e Salerno e conquistarono il Monte Matajur il 26 ottobre 1917.
Al termine della campagna il reparto di Rommel aveva fatto 9 000 prigionieri e raccolto un bottino impressionante; per questi risultati venne insignito della prestigiosa medaglia al valore, la quale, nonostante gli fosse stata assegnata fin dal 10 dicembre 1917, venne da lui ricevuta verso i primi di gennaio assieme alla posta, fatto che suscitò la sua delusione e il suo sdegno.

## Primo dopoguerra
Nel primo dopoguerra fu comandante di reggimento ed istruttore alla Scuola di Fanteria di Dresda (1929-1933) e all'Accademia di Guerra di Potsdam (1935-1938): i suoi diari di guerra, Infanterie greift an (Fanteria all'attacco), divennero uno dei principali libri di testo dopo essere stati pubblicati nel 1937. Nel 1938, Rommel (ora colonnello) viene nominato comandante dell'Accademia di Guerra di Wiener Neustadt. Venne trasferito dopo poco tempo e posto al comando del battaglione di protezione personale di Adolf Hitler. Venne nuovamente promosso il 22 agosto a generale di divisione poco prima dell'invasione della Polonia, con effetto retroattivo valido sin dal 1º giugno 1939. Poteva comunicare direttamente con il Führer attraverso il generale Rudolf Schmundt, un suo amico e fedele aiutante di Hitler per la Wehrmacht: Rommel lo chiamava "l'apostolo Giovanni" e, al pari del feldmaresciallo, Schmundt disprezzava l'entourage del Führer.

## Seconda guerra mondiale

### Francia 1940

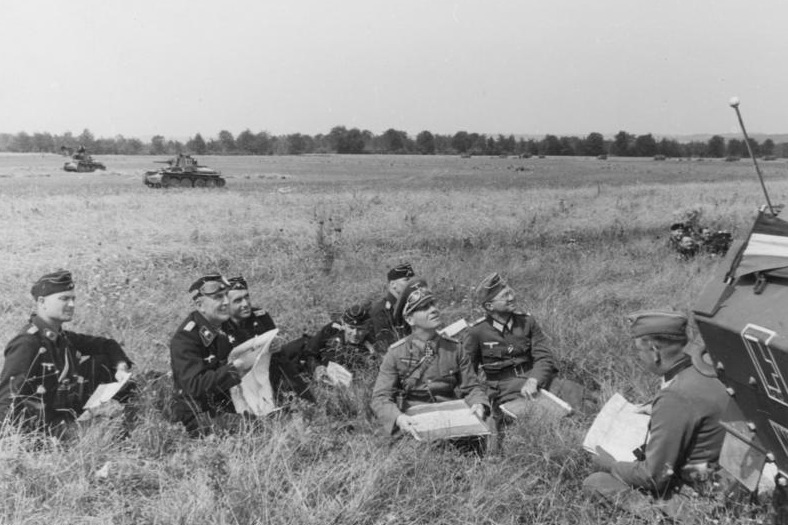
Rommel consulta i suoi ufficiali durante la conquista della Francia

Nel 1940, durante fall gelb, l'invasione di Francia, gli venne affidato il comando della 7. Panzer-Division e dipendente dal IV armeekorps del Gruppo d'armate A del feldmaresciallo von Rundstedt. Rommel aveva a disposizione 34 Panzer I, 68 Panzer II, 91 Panzer 38(t), 24 Panzer IV e otto carri comando.
I tedeschi sfondarono nella Francia del nord (il Blitzkrieg o guerra lampo) aggirando la Linea Maginot ed avanzando sino ad arrivare sulla Manica inducendo i francesi a una ritirata che portò alla loro resa pochi giorni più tardi. Nello specifico la Panzer-Division di Rommel fu la prima divisione tedesca a superare la Mosa presso la diga di Houx e respinse il contrattacco del BEF ad Arras. La divisione comandata da Rommel ricevette inoltre il soprannome di Gespensterdivision ("Divisione fantasma") data la difficoltà, comune sia al comando francese che a quello tedesco, di avere un'idea specifica di dove si trovasse durante l'intera guerra.

### Africa
Al termine di quell'operazione in Francia, Rommel, che si era distinto per la sua considerevole abilità, venne nominato personalmente da Hitler comandante delle truppe tedesche in Africa.
Il Corpo di spedizione tedesco, composto dalla 5ª Leggera (poi rinominata 21. Panzer-Division) e successivamente dalla 15. Panzer-Division, venne inviato in Libia nel febbraio del 1941 in aiuto delle truppe italiane, formando così il celebre Deutsches Afrika Korps. Fu proprio in Libia che Rommel conquistò definitivamente la sua grande fama di comandante e l'appellativo di "Volpe del deserto".
Spese la maggior parte del 1941 riorganizzando le sue truppe e soprattutto quelle italiane, che avevano subito una serie di sconfitte per mano dei britannici guidati dal maggior generale Richard O'Connor.
Una prima offensiva tedesca spinse le forze britanniche fuori dalla Libia ma si fermò poco oltre il confine egiziano, con l'importante porto di Tobruk ancora nelle mani delle forze del Regno Unito. Nel frattempo, il generale Claude Auchinleck succedette al generale Archibald Wavell quale comandante in capo delle forze britanniche in Medio Oriente. Auchinleck lanciò subito una grande offensiva (denominata Operazione Battleaxe, Ascia di Guerra) per alleggerire la pressione su Tobruk assediata, ma ben presto la spinta di tale iniziativa si esaurì. Dopo 5 mesi, nel corso dei quali l'Ottava Armata si rinforzò notevolmente, grazie all'Operazione Tiger, a novembre le truppe del Regno Unito attaccarono ancora (Operazione Crusader) e, dopo aver prosciugato le esigue riserve dell'Afrika Korps, Rommel si ritirò al confine tra Tripolitania e la Cirenaica. A gennaio Rommel riprese l'iniziativa e a fine maggio cominciò la Battaglia di Gazala.

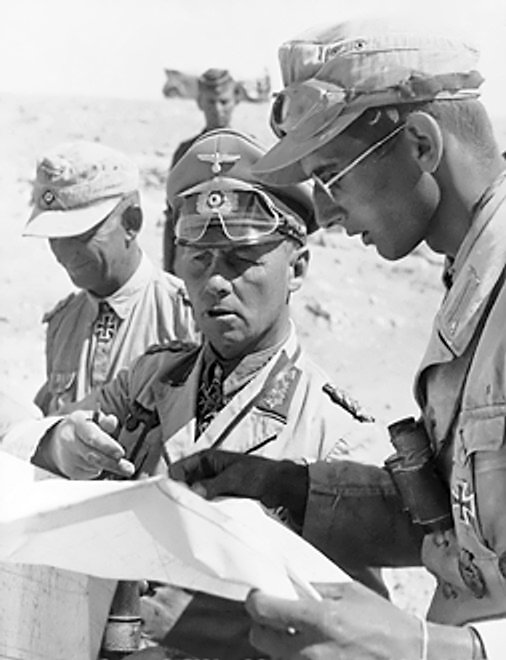
Rommel è diventato famoso per le sue abilità di stratega

L'attacco tedesco e italiano, improvviso e ben coordinato, prese alla sprovvista le truppe britanniche che, nel giro di poche settimane, furono respinte oltre il confine egiziano, sulla strada verso Alessandria. L'offensiva italo-tedesca, a causa della scarsità dei rifornimenti, finì però per esaurirsi nei pressi della piccola stazione ferroviaria di El Alamein, ad appena 150 chilometri in linea d'aria dal Cairo.
Va precisato che l'attacco in profondità condotto da Rommel esulava notevolmente dai piani di Hitler, che puntava solamente alla riconquista della Libia ed alla preparazione, con l'aiuto della flotta italiana, di un attacco in forze all'isola di Malta. Tuttavia i brillanti successi di Rommel spinsero il Führer a convincere Mussolini a rimandare l'assalto a Malta e a concentrarsi sull'offensiva verso l'Egitto e il canale di Suez.

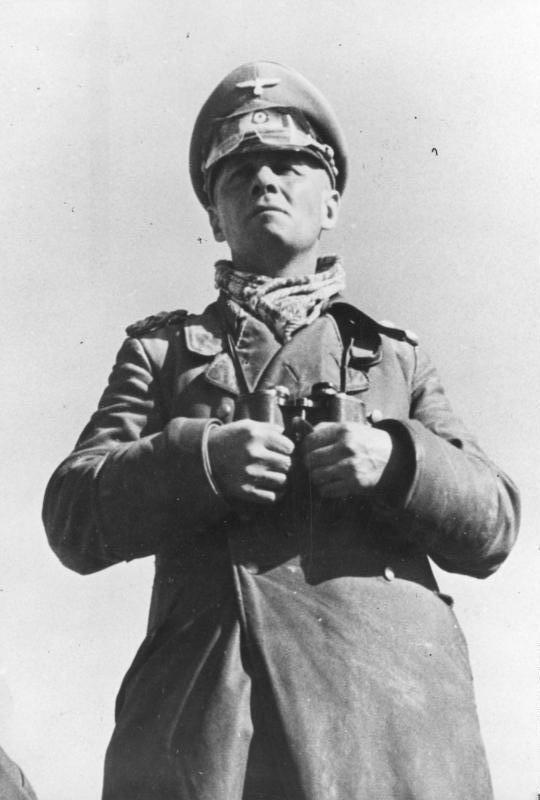
Erwin Rommel durante la campagna del deserto

Rientrato temporaneamente in Germania, Rommel ottenne il bastone di feldmaresciallo e chiese più volte l'invio di nuove truppe. Ma la Germania impegnata sul fronte russo non disponeva più di riserve utilizzabili e così Hitler, che considerava il Medio Oriente un fronte secondario, non accolse le richieste di Rommel (fu inviata solo la 164ª Divisione di supporto). Gli inglesi, al contrario, avevano provveduto a un notevolissimo rafforzamento delle loro truppe in Egitto, sapendo bene che un'ulteriore sconfitta avrebbe comportato la perdita dell'Egitto e di tutto il Medio Oriente.
La Prima battaglia di El Alamein venne persa da Rommel, decimato negli effettivi e con le linee di approvvigionamento troppo allungate (l'eterno problema della guerra nel deserto). I britannici, in grave difficoltà, erano però avvantaggiati dalla loro vicinanza alle basi di rifornimento, e disponevano di truppe fresche. Rommel cercò ancora di penetrare le linee nemiche durante la Battaglia di Alam Halfa, ma venne fermato definitivamente dal nuovo comandante britannico, il tenente generale Bernard Montgomery.
Col crescere delle difficoltà del supporto logistico a causa dell'esaurimento dei materiali, carburanti e rincalzi disponibili, nonché delle navi da trasporto italiane, e dell'enorme lunghezza delle linee di rifornimento terrestri per la distanza tra i porti e la linea del fronte, incapace di ottenere una maggiore disponibilità di risorse per la percezione dello Stato Maggiore Generale tedesco del ruolo secondario del fronte sud rispetto a quello russo, Rommel non poteva tenere la posizione di El Alamein indefinitamente.
Nonostante ciò, occorse un'altra grossa battaglia, la Seconda battaglia di El Alamein, per costringere le sue truppe alla ritirata. Fu in questa battaglia che la divisione corazzata italiana "Ariete" e la 185ª Divisione paracadutisti "Folgore" diedero prova di grande coraggio, meritandosi la stima del feldmaresciallo e degli stessi avversari.
Dopo la sconfitta di El Alamein, nonostante le pressioni di Hitler e Mussolini, le truppe di Rommel non riuscirono a resistere e dovettero intraprendere un'estenuante ritirata per quasi 2000 km fino in Tunisia. Lì giunti, la loro prima battaglia non fu contro l'Ottava armata britannica, ma contro il Secondo Corpo d'Armata Statunitense.
Rommel affrontò le truppe americane nella battaglia del passo di Kasserine: ottenne alcuni notevoli successi iniziali e inflisse pesanti perdite alle inesperte forze nemiche; tuttavia dovette infine ripiegare sulle posizioni di partenza a causa della complessiva netta inferiorità di uomini e mezzi.
Rivolgendosi ancora una volta a fronteggiare le forze britanniche, sul vecchio confine difensivo francese della linea del Mareth, Rommel poté solo ritardare l'inevitabile. Lasciò l'Africa dopo essersi ammalato, e gli uomini già al suo comando dopo alcuni mesi dovettero arrendersi, per l'impossibilità di ricevere rifornimenti e rinforzi attraverso il canale di Sicilia ormai completamente controllato dagli alleati.

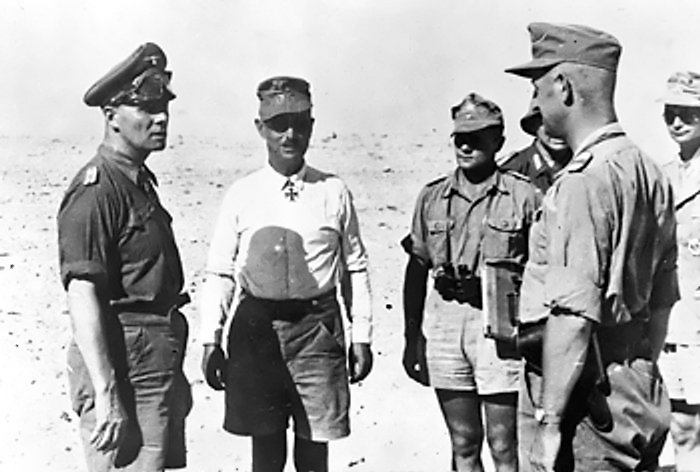
Rommel sul fronte africano

Alcuni sostengono che il ritiro dell'armata di Rommel fino in Tunisia nonostante il ritardo causato dallo spietato telegramma di Hitler "vittoria o morte" fu un risultato più grande della cattura di Tobruk. D'altronde, all'ufficiale di collegamento Alberto Baldissera che, accogliendolo al ritorno dalla Germania ove era stato a colloquio con il Führer, gli aveva fatto notare il peggioramento della situazione, Rommel aveva risposto "è tutta colpa della politica" (riferito dal capitano Baldissera). Tornato in Germania, Rommel rimase per qualche tempo di fatto inattivo.

#### Rapporti con i comandi italiani
Finita la seconda guerra mondiale, vari autori provenienti dai Paesi alleati attribuirono a Rommel frasi molto dure contro gli italiani e verso il loro coraggio in battaglia. In realtà il generale tedesco, come scrive nel suo celebre diario, criticava gli ufficiali italiani, che lo rimproveravano per le tecniche poco ortodosse da lui utilizzate in Africa (per esempio trasformò, grazie anche ai reparti del Genio italiano, alcuni pali della luce in modo che sembrassero cannoni antiaerei). A lui è attribuita questa osservazione: "Sono straordinari, coraggiosi, disciplinati (gli italiani), ma mal comandati ed equipaggiati".
Secondo il saggista britannico David Irving, già screditato dalla ricercatrice storica americana Deborah Lipstadt, Rommel aveva una pessima opinione degli ufficiali italiani Gambara e Bastico e diceva pubblicamente che erano delle «merde». Famosa la frase «Wo bleibt Gambara?» ("Dov'è rimasto Gambara?") a rimarcare la sua assenza in un momento critico per le forze dell'Asse nella seconda battaglia di Sidi Rezegh (4-5 dicembre 1941).
Pessimi poi erano i rapporti tra Rommel ed il Comando Supremo Italiano, e in particolare con i marescialli Cavallero, Capo di Stato Maggiore generale, e, come già detto, Ettore Bastico, governatore della Libia, ai quali rimproverava inettitudine e scarsa volontà di avvicinarsi al fronte; per contro, da questi a Rommel veniva addebitata una frequente incapacità di coordinarsi con le altre forze, alle quali attribuiva le colpe dei suoi insuccessi. A lungo infatti vennero attribuite agli italiani, e in particolare a presunti traditori presenti nella Regia Marina, le fughe di notizie che portarono a numerosi affondamenti nei convogli dei rifornimenti, che in realtà erano frutto delle intercettazioni di Ultra sulle comunicazioni tra l'addetto militare tedesco a Roma, generale Enno von Rintelen e l'OKW. Con Delease, la delegazione del Comando Supremo in Africa Settentrionale, comandata dal generale Curio Barbasetti di Prun, i rapporti erano distanti. Rommel apprezzava il generale Enea Navarini, che aveva sostituito il generale Gastone Gambara alla testa del XXI corpo d'armata fino a poco prima dell'avanzata verso El Alamein.

#### Rapporti con i comandi tedeschi
Inoltre anche tra Rommel e Kesselring, comandante tedesco della Wehrmacht per il settore sud (OKS – Oberkommando Süden) durante la campagna d'Africa, esisteva un pessimo rapporto personale, in quanto Rommel riteneva che questi stesse usurpando le sue funzioni. Quest'ultimo, invece, era preoccupato dello scarso controllo esercitato da Rommel durante la battaglia, come personalmente verificato durante un combattimento nei pressi di Ain el Gazala, nel quale lo stesso Kesselring aveva temporaneamente sostituito il generale Crüwell al comando dell'Afrikakorps, constatando come fosse impossibile raggiungere Rommel da parte delle unità impegnate per ottenere rapidamente ordini operativi. A Berlino Franz Halder, capo dello Stato maggiore dell'esercito, pensava di Rommel che "si trattasse di un «soldato impazzito», che agiva senza controllo in Africa del Nord e che non era all'altezza del compito affidatogli". Questo scetticismo però rimaneva all'interno della cerchia militare e quindi non ostacolava l'ascesa del generale.

### Francia 1944
Quando le sorti della guerra si rivolsero contro la Germania, Hitler pose Rommel al comando del Gruppo d'armate B, prima utilizzato per l'occupazione dell'Italia e poi responsabile della difesa della costa francese contro una possibile invasione alleata. Dopo le esperienze raccolte in Africa, Rommel concluse che ogni movimento offensivo sarebbe stato impossibile a causa della supremazia aerea alleata. Riteneva che le forze dei panzer dovessero essere tenute il più vicino possibile al fronte, di modo che non dovessero partire da lontano al momento dell'invasione, per poterla fermare sulle spiagge.
Il suo comandante, Gerd von Rundstedt, invece sentiva che non c'era modo di fermare l'invasione vicino alle spiagge a causa della soverchiante potenza di fuoco della Royal Navy. Riteneva che i panzer dovessero essere disposti in grosse unità nel retroterra vicino a Parigi, permettendo agli alleati di dilagare in Francia per poterli poi tagliare fuori. Quando gli venne chiesto di scegliere un piano, Hitler vacillò e li posizionò a metà strada, abbastanza lontani da essere inutili a Rommel e non abbastanza lontani da poter solo osservare la battaglia come voleva von Rundstedt.
Durante il D-Day molte unità di panzer, soprattutto la 12. SS-Panzer-Division (la divisione d'élite Hitlerjugend), erano abbastanza vicine alle spiagge, ma la loro presenza non influì sul successo delle operazioni di sbarco alleate a causa della lentezza decisionale dei comandi tedeschi, tra cui lo stesso Rommel che, oltre ad essersi preso un periodo di riposo in un momento tanto delicato e quindi non essere presente al suo posto di comando, per diversi giorni rimase convinto che quella in Normandia fosse solo un'azione diversiva e che il vero sbarco si sarebbe svolto a Calais. Il soverchiante numero di truppe alleate rese tuttavia impossibile qualsiasi speranza di successo, e ben presto le teste di ponte sulle spiagge furono assicurate.
Il 17 luglio 1944, tra Sainte-Foy-de-Montgommery e Vimoutiers, la sua autovettura venne mitragliata da un aereo alleato e Rommel dovette venire ricoverato presso il vicino ospedale militare di Bernay: riportò una frattura al cranio, due alla tempia, una allo zigomo e una lesione all'occhio sinistro. All'epoca diversi equipaggi della RAF e della USAAF si accreditarono l'avvenimento; oggi si ritiene che il pilota fosse Charley Fox della RCAF al comando di uno Spitfire, benché alcuni storici, tra cui la contessa Rosie Waldeck, affermano che quell'attacco venne effettuato dalla Luftwaffe sotto ordine diretto di Hitler in risposta a presunte trattative di pace intrattenute da Rommel con Montgomery ed Eisenhower.

### La sorte di Rommel dopo il complotto del 20 luglio 1944

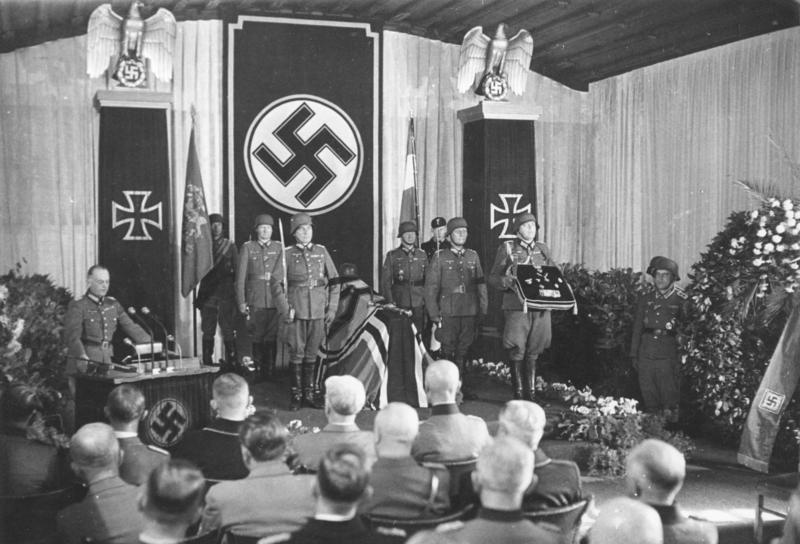
Immagine dal funerale di Rommel

Nel frattempo, dopo il fallito complotto del 20 luglio contro Adolf Hitler, di cui era stato messo al corrente ma, fedele al proprio giuramento, si era rifiutato categoricamente di partecipare, Rommel fu sospettato di connessioni con i cospiratori. Bormann era sicuro del coinvolgimento di Rommel, Goebbels non lo era affatto e tuttora non è chiaro quanto Rommel sapesse del complotto anche se è ormai chiaro che disapprovasse azioni di quel tipo contro Hitler. Il caso di Rommel passò alla "Corte Militare d'Onore", l'organismo che si occupò poi di giudicare anche tutti gli altri coinvolti. Questa corte includeva, tra gli altri, Heinz Guderian, Gerd von Rundstedt e Heinrich Kirchheim; quest'ultimo era stato licenziato dopo Tobruk dallo stesso Rommel nel 1941. La corte si espresse favorevolmente al fatto che Rommel venisse degradato ed espulso dall'esercito.
Hitler ad ogni modo si rese conto della grande popolarità di Rommel presso il popolo tedesco e del fatto che il trattarlo come un traditore, malgrado l'errore compiuto, sarebbe risultato dannoso per gli uomini al fronte. Il Führer pertanto inviò a casa di Rommel due suoi generali, Wilhelm Burgdorf (il nuovo aiutante di Hitler per la Wehrmacht dal 1º ottobre, dopo la morte di Schmundt, del quale era il suo vice, per le gravi ferite riportate nell'attentato) ed Ernst Maisel, che portavano con sé l'ordine di Hitler: egli offriva a Rommel tre scelte: presentarsi personalmente ad Hitler per discolparsi, oppure suicidarsi con la pastiglia di cianuro portatagli da Burgdorf, oppure affrontare la corte marziale per alto tradimento e la condanna a morte senza nessuna garanzia per il futuro della sua famiglia.
Durante il colloquio e sino all'ultimo Rommel dichiarò la propria fedeltà a Hitler e alla causa nazista, negando il proprio coinvolgimento nel complotto che lo aveva colpito ed il piacere di continuare a servire la propria patria. Depresso per la morte di Schmundt, che avrebbe anche potuto dissuadere il Führer da un coinvolgimento del feldmaresciallo nell'attentato, Rommel infine optò per il suicidio, probabilmente per evitare le rappresaglie nei confronti della propria famiglia e dei propri collaboratori che avrebbero fatto seguito ad una sua condanna per tradimento.
Con tutto ciò in mente, Rommel decise di spiegare la propria decisione alla moglie ed al figlio Manfred, ai quali intimò di mantenere l'assoluto segreto sulla vicenda, pena la loro stessa morte. Rommel indossò la sua uniforme di comandante dell'Afrika Korps, prese con sé il proprio bastone da maresciallo e venne caricato sull'automobile di Burgdorf, guidata dal sergente capo Heinrich Doose, che si fermò poco fuori dal villaggio. Doose si allontanò dalla macchina, lasciandovi Rommel assieme a Burgdorf. Cinque minuti dopo Burgdorf uscì dalla vettura facendo cenno ai due uomini di tornare verso la macchina: era il 14 ottobre 1944 e Rommel aveva posto termine alla propria vita, quasi certamente tramite assunzione di una capsula di cianuro di potassio. Il corpo venne portato all'ospedale di campo di Wagner-Schule, affinché un medico ne constatasse ufficialmente il decesso, redigendo un certificato che adducesse cause di morte naturali. Dieci minuti dopo la morte di Rommel, il gruppo telefonò alla moglie del generale per informarla dell'avvenuta morte del marito. Il referto clinico ufficialmente reso noto al pubblico dichiarò che Rommel era morto a causa di un arresto cardiaco, complicato da un'embolia cerebrale, derivata dalle fratture al cranio che aveva subito in precedenza.

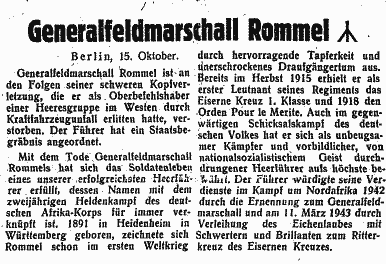
L'annuncio ufficiale della morte di Erwin Rommel sul quotidiano nazista Bozner Tagblatt, 16 ottobre 1944, p. 1

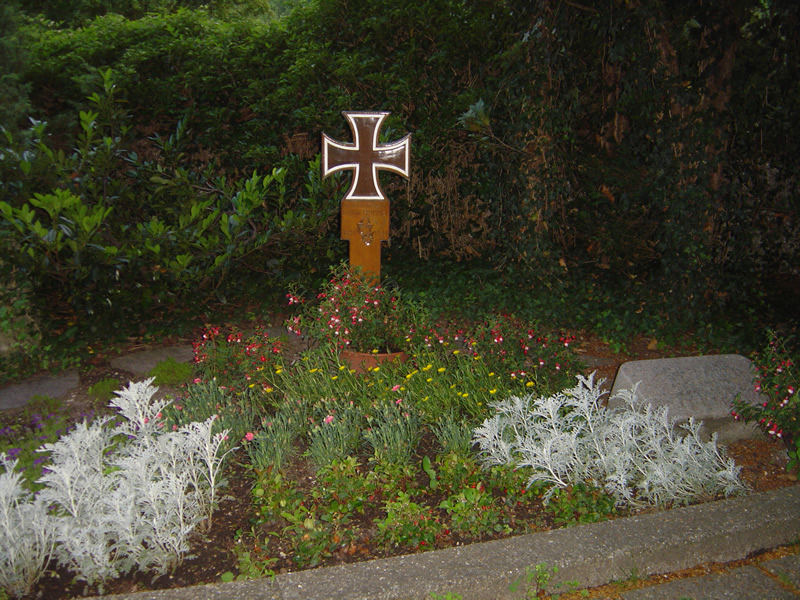
La tomba di Rommel nel cimitero di Herrlingen

Rommel venne seppellito con pieni onori militari come previsto per un eroe di guerra, dopo grandiosi funerali di Stato che si svolsero ad Ulma e, secondo il figlio, questo avvenne nella città danubiana anziché a Berlino per espressa volontà del padre. La sua famiglia ebbe garanzia di aver salva e sicura la propria vita oltre a godere di una pensione di guerra. Hitler non prese parte ai funerali ufficiali, ma decise di inviare il feldmaresciallo von Rundstedt, che non era a conoscenza del fatto che Rommel fosse morto per ordine dello stesso Führer e che fosse in evidenza la corona di alloro personalmente fatta comporre da Hitler per l'occasione.
Hitler diede successivamente ordine di costruire un monumento al suo generale. Una volta trovato un blocco di marmo adatto iniziarono i preparativi, ma ormai la situazione in Germania era talmente grave dal punto di vista militare che non se ne fece più nulla. Dopo la guerra vennero pubblicati i diari di Rommel e la verità sulla morte del feldmaresciallo dell'Afrika Korps divenne nota solo nel 1945, quando gli alleati intervistarono la moglie ed il figlio del defunto generale.
Rommel è attualmente tumulato nel cimitero di Herrlingen. Per molti decenni dopo la fine della guerra, alla ricorrenza della sua morte i veterani con lui della campagna d'Africa dell'esercito tedesco gli tributarono onori.

## La personalità di Rommel
Rommel non apparteneva all'aristocrazia militare prussiana e anche per questo godeva della simpatia di Hitler. In condizioni normali avrebbe potuto aspirare al massimo al grado di Colonnello, ma la partecipazione ad ambedue le guerre mondiali dove sfoggiò le sue indubbie doti di comando, unita alla militanza nei Freikorps, alcuni membri dei quali entrarono successivamente nel Partito Nazista, dopo la fine della Grande Guerra, lo lanciò in una carriera che lo portò a poco più di cinquant'anni ad ottenere il grado di Feldmaresciallo (il più alto dell'esercito tedesco a quel tempo).
La sua estrazione "popolare" piaceva molto a Goebbels, verso cui Rommel fu sempre molto disponibile, che ne volle sfruttare l'"immagine vincente" per la sua propaganda. I suoi colleghi generali, provenienti dalle accademie prussiane, non nascondevano l'antipatia, se non il disprezzo, che nutrivano nei suoi confronti.
D'altra parte Rommel non fece mai molto per rendersi simpatico agli occhi degli altri ufficiali superiori. Testardo nelle sue convinzioni, spesso sgarbato, a volte ben oltre i limiti dell'insulto, nei confronti degli altri generali, soprattutto italiani, e anche della stessa Wehrmacht, era invece adorato dai suoi uomini.
Motivo dell'ammirazione che suscitava tra la truppa era sicuramente il fatto che Rommel, contrariamente agli altri generali, non si limitava a seguire i combattimenti da distanza di sicurezza, ma era sempre presente in prima linea. A bordo del suo panzer, o del "Mammuth" (un centro comando mobile ricavato da un camion blindato britannico catturato in Africa), o in volo sulle linee a bordo di uno Storch da ricognizione, Rommel si muoveva lungo tutta la prima linea impartendo ordini e guidando i suoi uomini in battaglia.
Alcuni episodi della "Campagna d'Africa" possono aiutare a comprendere il carattere di Rommel. Quando la strada verso Il Cairo e il Canale di Suez sembrava ormai spianata, Mussolini volò in Libia per godersi un trionfo che non arrivò; durante la sua permanenza chiese più volte di incontrare Rommel, ma questi si rifiutò sempre, adducendo come scusa il fatto che fosse "troppo impegnato in prima linea".
Rommel trovò però il tempo per recarsi in visita al capezzale di un maggiore italiano (Leopoldo Pardi), che, al comando del II gruppo del 1º Reggimento Artiglieria Celere “Eugenio di Savoia”, si era distinto nella difesa del Passo di Halfaya, conquistandosi la stima della "volpe del deserto" (9-10 luglio 1942) Il quarto della serie dolorosa è Leopoldo Pardi, maggiore comandante il II gruppo del 1º Reggimento Artiglieria Celere “Eugenio di Savoia”. Pochi nomi, nelle vicende attuali in Africa settentrionale, hanno avuto così chiara risonanza, specialmente presso l'Afrika Korps. ... La fine attende Pardi nello squallido, polveroso deserto di El Dabah: un deserto senza dune bianche, senza mughi odorosi: soltanto pietrame, sabbia sudicia, casse sfondate e baracche militari. Subito dopo arriverà per lui una comunicazione già vecchia, attesa da lungo tempo, attardata nelle more degli uffici: è stato promosso tenente colonnello".
Dopo la battaglia di El Alamein il generale Barbasetti incontrò Rommel alla ridotta Capuzzo e commentò: "È stato molto doloroso il sacrificio del X Corpo d'Armata abbandonato nel deserto" al che Rommel rispose: "È questo forse un rimprovero? Dal Führer non è giunta alcuna parola di disapprovazione". Barbasetti: "Ho risalito l'interminabile colonna dei reparti in ritirata, i camionisti tedeschi si rifiutavano di far salire gli italiani". A queste parole Rommel tacque.
Dopo la presa di Tobruk, il generale sudafricano Klopper, parlando anche a nome dei suoi ufficiali, chiese a Rommel di essere detenuto in un'area separata da quella delle truppe di colore. La risposta di Rommel fu secca: "Per me i soldati sono tutti uguali. I neri vestono la vostra stessa divisa, hanno combattuto al vostro fianco, e quindi starete rinchiusi nello stesso recinto."
Nutriva grande sicurezza nell'uso del sistema di comunicazione crittografata Enigma. Questa fiducia mal riposta permise alla Gran Bretagna, durante la seconda guerra mondiale, di avere l'assoluta supremazia navale in tutto il Mediterraneo. Infatti, il sistema di codificazione tedesco era stato decifrato dal matematico del Regno Unito Alan Turing. Il fatto che le strutture militari del Regno Unito fossero in possesso di importanti informazioni fece sorgere sospetti di inaffidabilità nei confronti dei servizi segreti italiani. Rommel fu convinto di questo fino alla morte e solo recentemente suo figlio Manfred ha dichiarato, in un documentario di History Channel, che suo padre e dunque sia la Germania che il Regno Unito, dovrebbero chiedere scusa agli italiani per gli infondati sospetti.
Va ricordato infine che Rommel si guadagnò, pur da nemico, un alto grado di rispetto anche da parte di eminenti personalità tra gli Alleati, come il suo rivale Bernard Law Montgomery, George Patton e perfino Winston Churchill. Alla "Volpe del deserto" erano infatti riconosciute lealtà e cavalleria nei confronti degli avversari e della popolazione civile: il suo Afrika Korps, caso unico nei corpi militari tedeschi della Seconda Guerra Mondiale, non fu mai accusato di crimini di guerra, e Rommel non obbedì agli ordini di fucilare i commando nemici catturati o i prigionieri di origine ebraica. Lo stesso Rommel, riferendosi agli scontri in Africa, parlò di Krieg ohne Hass, guerra senza odio.
Il 23 novembre 1941 a bordo del suo Mammut visitò un ospedale da campo nel quale si affollavano alla rinfusa feriti tedeschi e del Regno Unito. L'ufficiale che l'accompagnava all'interno dell'ospedale era del Regno Unito (scambiato da Rommel probabilmente per un ufficiale polacco). Notando che i feriti tedeschi si comportavano in modo strano, egli posò lo sguardo sui militari di guardia dell'ospedale: resosi conto che l'ospedale era ancora in mano ai soldati del Regno Unito mormorò ai suoi uomini: «Penso che faremmo meglio ad andarcene». Fece così in tempo a saltare sul suo Mammut, dal quale si compiacque di rispondere al saluto militare di un soldato britannico.

## Rommel come comandante

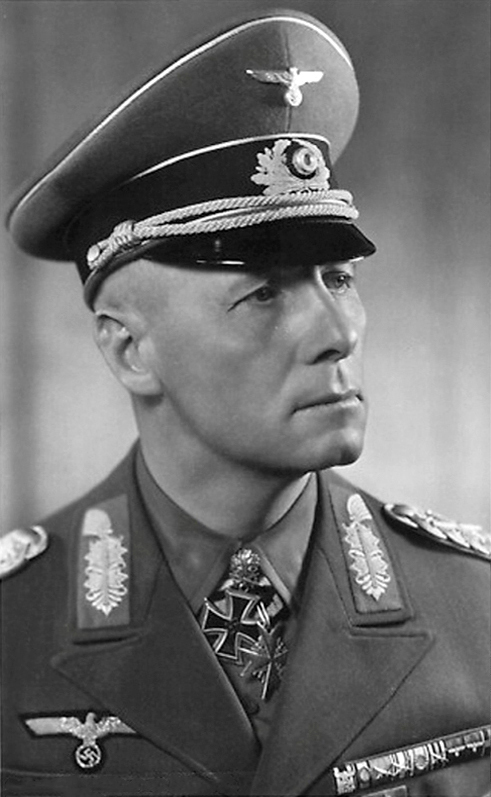
Rommel nel 1942

Rommel è stato celebrato come tattico brillante ma la sua figura è stata mitizzata oltremisura dall'intensa campagna propagandistica di Goebbels e dagli stessi britannici, che se da una parte cercavano di minimizzare le proprie sconfitte esaltando le capacità del comandante avversario, dall'altra nutrivano un sincero rispetto per Rommel. I contemporanei che si trovarono a lavorare con lui sul campo di battaglia ebbero parole assai poco gentili su di lui e sulle sue abilità. Dal rapporto di Paulus sull'ispezione da lui compiuta sull'operato di Rommel in Nordafrica, e considerando anche i rapporti di Alfred Gause, Halder concluse: "I difetti caratteriali di Rommel rendono difficile sopportarlo sul campo, ma nessuno osa protestare, temendo la sua vendetta e la fiducia riposta in lui dai superiori". Altri parlano del suo stile di comando, che esigeva moltissimo dai suoi ufficiali ma non ammetteva critiche né obiezioni. Aveva poca pazienza con i sottoposti che non si dimostravano all'altezza. Solo tre settimane dopo aver assunto il comando della 7ª Panzer Division nel febbraio 1940, Rommel scoprì un comandante di battaglione non abbastanza preparato; lo sollevò dal comando e lo rispedì nelle retrovie dopo soli novanta minuti di colloquio.
Friedrich von Mellenthin, che fece parte dello staff di Rommel nella campagna d'Africa, scrisse che Rommel prese grossi rischi in molte occasioni, giocandosi intere battaglie su decisioni prese al momento e senza informazioni adeguate. Egli cita il contrattacco durante l'operazione Crusader come esempio. Altri suoi ex-collaboratori come il generale Fritz Bayerlein, dissero che prendeva tali rischi solo dopo avere attentamente valutato sia il rischio sia la ricompensa ottenibile. Rommel stesso sapeva di stare acquistando la fama di giocatore d'azzardo, e nei suoi diari aggiunse note in cui spiegava dettagliatamente le sue motivazioni, soprattutto per la decisione di avanzare in Egitto verso Alessandria durante l'offensiva dell'estate 1942. Anche Hitler corse molti rischi militari. Quando i rischi presi non pagarono più, come a Stalingrado, la disillusione di Rommel crebbe.
Mentre alcuni aggressivi subordinati, come Hans von Luck, lo acclamavano, Mellenthin mise in dubbio questo stile, perché portava spesso il suo staff a disimpegnarsi nei combattimenti per paura, invece di monitorare la situazione. Le sue lunghe assenze dal quartier generale, situato in una grotta naturale a Marsa Matruh, imponevano anche al suo staff di dover prendere delle decisioni senza poterlo consultare, il che portava spesso a confusione von Mellenthin.
In Francia, la spinta aggressiva di Rommel contro le linee francesi e del Regno Unito, senza curarsi della sicurezza dei fianchi e delle spalle, ebbe un notevole successo. I suoi audaci attacchi provocarono spesso la resa di grandi formazioni nemiche, ma la sua aggressività gli creò risentimenti fra i generali suoi pari, che lo consideravano troppo avventato e incurante del coordinamento e della comunicazione con loro e con i suoi stessi sottoposti. Veniva anche accusato di prendere troppa gloria per sé, ignorando il supporto ricevuto dagli altri elementi della Wehrmacht e minimizzando i risultati delle altre unità.
In Africa, Rommel vinse molte battaglie contro gli inglesi nel 1941 e nel 1942, nonostante fosse in condizioni di grave inferiorità di uomini, equipaggiamento, rifornimenti e copertura aerea, con azioni molto aggressive; in numerose occasioni contravvenne a ordini espliciti di "non attaccare". Ma la sua volontà di conquistare l'Egitto anche senza il necessario supporto logistico portò, alla fine, al fallimento dell'avanzata e a gravi perdite. Rommel vedeva la possibilità di conquistare l'Egitto, il canale di Suez e in prospettiva l'intero Medio Oriente britannico. Questo risultato avrebbe avuto un enorme impatto sul corso della guerra, ma l'obiettivo non fu mai condiviso né da Hitler, intenzionato ad attaccare la Russia, né dal comando supremo tedesco a Berlino.
Rommel stesso riconobbe solo più tardi che i suoi continui problemi di rifornimento non erano dovuti a inettitudine o rigidità degli Italiani, che trasportavano i materiali a lui destinati, ma erano il risultato dell'eccessiva estensione delle sue linee di trasporto, dovute alle sue continue avanzate. Nella sua analisi della logistica nella campagna in Nordafrica, lo storico militare Martin van Creveld scrisse:

Il generale del Regno Unito Harold Alexander comandò (dall'agosto 1942) le forze alleate del medio oriente che affrontarono Rommel in Egitto, è più tardi il 18º gruppo d'armata in Tunisia. In un dispaccio ufficiale sulla Campagna d'Africa, scrisse di Rommel:

Sir David Hunt, uno degli ufficiali del servizio informazioni di Alexander, espresse i suoi pensieri nel suo libro:
Durante il primo mese di assedio del porto di Tobruk Rommel lanciò molti attacchi, subendo gravi perdite; esse furono tali da provocare parecchie discussioni fra lui e i suoi comandanti di unità, e anche con l'alto comando tedesco. Alcune fonti riportano che il comandante supremo Halder dovette mandare in Africa Friedrich Paulus come ispettore sull'operato di Rommel, sebbene Rommel stesso dicesse di aver capito da solo l'inutilità di ulteriori attacchi alle fortificazioni di Tobruk.

## Relazioni con il Nazismo

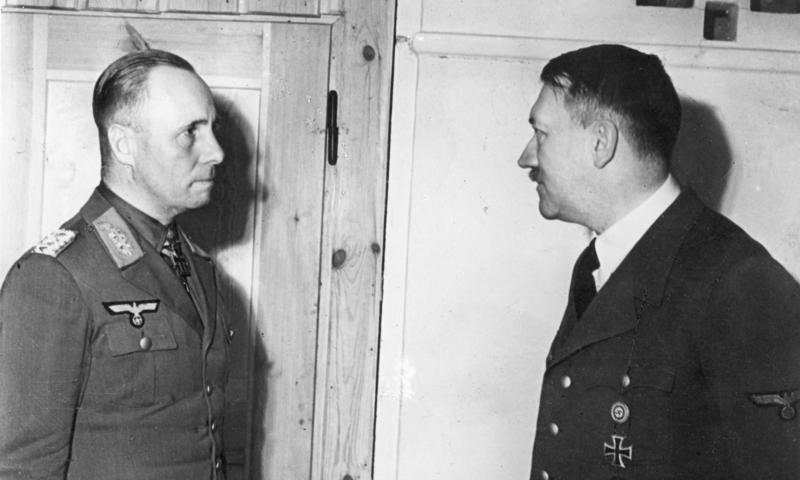
Erwin Rommel e Adolf Hitler nel 1942

Rommel non era un membro del Partito Nazista, ma ebbe sempre stretti rapporti con Hitler verso il quale conservò un'autentica devozione e genuina stima nel corso degli anni, malgrado le complicazioni personali. Rommel, come da tradizione nell'esercito tedesco, pur senza partecipare attivamente alla vita politica tedesca vide di buon occhio l'ascesa del Partito Nazionalsocialista e i suoi programmi di riarmo e di espansione territoriale, tanto che quando Hitler reintrodusse la leva obbligatoria e il 15 marzo annunciò la decisione di aumentare gli effettivi della Wehrmacht a 550.000 uomini, «l'entusiasmo di Rommel fu pressoché illimitato». 
Molti storici sono concordi nel sostenere che Rommel fosse uno degli ufficiali preferiti di Hitler e che questo lo facilitò molto nella carriera sia durante che prima della guerra. Robert Citino descrive Rommel come "non apolitico" e scrive che la sua carriera venne influenzata dalla sua devozione per Hitler, in particolare dopo l'invasione della Polonia.
Kesselring descrisse del resto il potere di Rommel su Hitler come "ipnotico". Le relazioni di Hitler e Rommel si intensificarono con la campagna d'occidente quando Rommel inviò al Führer un diario dettagliato dell'operato della 7ª divisione e ne ricevette in cambio una toccante lettera di ringraziamenti dal dittatore. Ma altri come Albert Speer non riuscivano a digerire questo rapporto privilegiato col Führer se egli stesso riportava il fatto di come spesso Rommel fosse solito inviare dei bollettini di guerra non chiari e senza riferimenti puntuali. Questo rapporto che scrittori come Maurice Remy hanno definito "un matrimonio ideale" iniziò ad incrinarsi nel 1942 divenendo progressivamente, nelle parole di Ernst Jünger, un rapporto di Liebehass (amore-odio).
Rommel era un uomo ambizioso che si servì della sua vicinanza ad Hitler anche per propri scopi grazie anche alla propaganda militare disegnatagli addosso appositamente da Joseph Goebbels. Da un lato egli era intenzionato a ricevere delle promozioni e a realizzare i propri ideali, dall'altro egli voleva rimanere un "uomo della truppa" senza essere considerato alla stregua dei grandi generali aristocratici. Egli non aveva ambizioni politiche ma preferiva rimanere un semplice soldato, tratti che incarnavano perfettamente lo spirito del popolo tedesco dell'epoca, stimolando inoltre il mito guerresco del cavaliere medievale al fronte.
Quel che è certo è che, pur essendo molto attaccato al proprio lavoro, Rommel fu anche molto vicino all'ideale della pace generale come facilmente si può evincere dalle parole scritte a sua moglie nell'agosto del 1939: "Mi devi credere, abbiamo preso parte a una guerra mondiale, ma per quanto noi potremo vivere, non ce ne sarà una seconda […] Credo che l'atmosfera si placherà e non sarà più bellicosa".
I rapporti di Rommel con Hitler e il nazismo iniziarono a logorarsi sempre di più col finire della guerra. Nel 1943 Rommel, avendo appreso degli eccidi compiuti dalla Gestapo e dalle SS in Polonia nonché dei campi di sterminio, si recò personalmente da Hitler con l'intento di farlo desistere da tali condotte criminali. Tuttavia non ottenne nulla, se non la certezza del fatto che il Führer avrebbe portato la Germania alla catastrofe. Verso la fine del febbraio 1944, Rommel ebbe dunque nella sua casa di Herrlingen un colloquio decisivo con Karl Strölin, Oberbürgermeister di Stoccarda dal 1933. Tale colloquio, della durata di oltre 5 ore, portò entrambi alla conclusione che era necessario destituire Hitler. Rommel tuttavia non fu mai al corrente del progetto di ucciderlo; secondo il generale Speidel invece, egli ne fu informato ma si disse contrario. Il piano prevedeva dunque un primo tentativo del Feldmaresciallo di ricondurre Hitler alla ragione, sia a voce personalmente che con una lettera scritta in cui avrebbe dimostrato la concreta impossibilità per il Reich di vincere la guerra. Fallito questo tentativo, si sarebbe passati all'azione diretta (che consisteva nel rapire Hitler e costringerlo ad annunciare via radio la resa). Stando alla testimonianza di Strolin, il colloquio si concluse con queste parole di Rommel: "Ritengo che sia mio dovere pensare alla salvezza della Germania".

## Percezione popolare
Negli ultimi decenni del XX secolo e nel XXI la mitologia che circonda Rommel è stata oggetto di analisi da parte di storici di lingua inglese e tedesca. La rivalutazione ha prodotto nuove interpretazioni di Rommel riguardanti la sua relazione col nazionalsocialismo, la sua abilità come comandante a livello operativo e strategico e il suo ruolo, ammesso che ne abbia avuto uno, nell'attentato del 20 luglio 1944 mirante ad assassinare Hitler. Storici e commentatori concludono che Rommel resta una figura ambigua e che non è facile stabilire fino a che punto le si adatti il mito costruitole attorno.

## Filmografia
- I cinque segreti del deserto (1943), regia di Billy Wilder
- Rommel, la volpe del deserto (1951), regia di Henry Hathaway
- I topi del deserto (1953), regia di Robert Wise
- Das war unser Rommel (titolo inglese: That Was Our Rommel), film tedesco del 1953 diretto da Horst Wiganko
- Il tesoro di Rommel (titolo inglese:  Rommel's Treasure), film italiano del 1955, diretto da Romolo Marcellini
- Rommel chiama Cairo (Rommel ruft Cairo), film tedesco del 1959 diretto da Wolfgang Schleif
- L'urlo dei giganti (Hora cero: Operación Rommel), film italo-spagnolo del 1969 diretto da León Klimovsky
- Attacco a Rommel (Raid on Rommel), film americano del 1971, diretto da Henry Hathaway
- Rommel and the Plot against Hitler, film-documentario americano del 2006 diretto da Nicholas Natteau
- Rommel, film TV tedesco del 2012 diretto da Niki Stein